# Keith Simmons
Keith Matthew Simmons (Kingston, 24 febbraio 1985) è un ex cestista statunitense.